# Zannanza

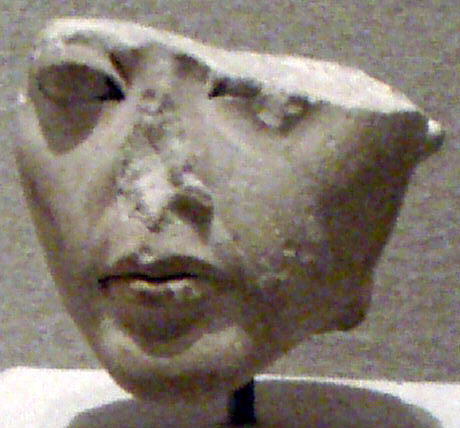
Ankhesenamun, được cho là nữ hoàng của Ai Cập đã gửi thư choSuppiluliuma I để yêu cầu ông gửi con trai mình, Zannanza trở thành người phối ngẫu của bà.

Zannanza (? - 1324 TCN) là con trai thứ tư của hoàng đế Suppiluliuma I và hoàng hậu Hinti của Đế quốc Hittite.

## Lịch sử
Zannanza là vị hoàng tử được chọn để gửi đến Ai Cập để trở thành Pharaoh sau cái chết của người tiền nhiệm Tutankhamun. Sau khi Tutakhamun mất, hoàng hậu Ankhesenamun đã gửi bức thư tới cho vua Suppiluliuma I: "Kính gửi hoàng đế Suppiliuluma I, chồng của tôi là pharaoh Tutakhamun đã mất mà chúng tôi chưa có người kế ngôi. Tôi nghe nói ngài có rất nhiều hoàng tử. Xin hãy nhường cho tôi một hoàng tử, vị hoàng tử đó sẽ là vua Ai Cập...."
Sau đó, ông được chọn để gửi đến Ai Cập, nhưng đã mất ở trên đường đi mà không rõ lý do. Điều này đã khiến cho vua Hittite vô cùng tức giận khi pharaoh mới là Ay chối bỏ trách nhiệm. Sau đó, giữa hai bên đã nổ ra một cuộc chiến quy mô nhỏ và lợi thế thuộc về Hittite.

## Văn học
Zannanza xuất hiện trong câu truyện Anatolia Story của tác giả Nhật Bản là một hoàng tử đẹp trai, thông minh tốt bụng và có một tư tưởng sâu sắc về hòa bình.